# Tiago Gomes (calciatore 1985)
Tiago Filipe Figueiras Gomes, meglio noto come Tiago Gomes (Vila Franca de Xira, 18 agosto 1985), è un ex calciatore portoghese, di ruolo centrocampista.

## Carriera

### Club
Durante la sua carriera ha giocato con numerose squadre di club, tra cui l'Hércules, in cui si è trasferito nel 2009.

## Palmarès

### Club

#### Competizioni nazionali
- Campionato cipriota: 1

APOEL: 2013-2014
- Coppa di Cipro: 1

APOEL: 2013-2014
- Supercoppa di Cipro: 1

APOEL: 2013